# Elegistis
Elegistis is een geslacht van vlinders uit de familie van de zakjesdragers (Psychidae). De wetenschappelijke naam van dit geslacht is voor het eerst voorgesteld door Edward Meyrick in een publicatie uit 1911.

## Soorten
- Elegistis cunicularis Meyrick, 1911
- Elegistis priscilla Meyrick, 1922